# Norberto Martín
Norberto Edonal Martín McDonald (nacido el 10 de diciembre de 1966 en San Pedro de Macorís) es una ex segunda base dominicano que jugó alrededor de siete temporadas en las Grandes Ligas desde 1993 hasta 1999. Hizo su debut en las mayores el 20 de septiembre de 1993 para los Medias Blancas de Chicago. Después de su carrera como jugador, Martín se convirtió en un instructor en la Academy of Pro Players (Academia de Jugadores Profesionales) en  Nueva Jersey, donde impartió clases durante algunos años. Se desempeñó como entrenador de bateo de los Helena Brewers en 2004 y de 2007-2008.